# Kővári György (építészmérnök)
Kővári György (Budapest, 1934. május 3. – Budapest, 1982. január 26.) Ybl-díjas magyar építészmérnök. Számos városképi jelentőségű közlekedésüzemi épület és egyéb létesítmény tervezése fűződik nevéhez. Épületeit a kő, az üveg és a beton, később a műanyagok merészen újszerű, sajátosan egyéni, de mindig esztétikus és messzemenően funkcionális alkalmazása jellemzi. Főműve a Déli pályaudvar modern épületegyüttese.

## Pályafutása
Felsőfokú tanulmányait a Budapesti Műszaki Egyetemen végezte. Diplomázása (1957) után a MÁV Tervező Intézet Épülettervező Irodáján helyezkedett el, ahol tervezőként, 1961-től csoportvezetőként, majd osztályvezetőként, végül a vállalaton belül már egy önálló, komplex műterem vezetőjeként dolgozott, egészen haláláig.
1963 és 1966 között a Balaton fejlesztési tervével, de elsősorban közlekedési létesítmények tervezésével foglalkozott. A 70-es évek közepén a METROBER főépítészeként részt vett több budapesti közlekedési csomópont kialakításának tervezésében. Legfontosabb megvalósult munkája a Déli pályaudvar épületegyüttese (1969–75), amely nagyvonalú, íves homlokzatú, füstüveges utasforgalmi csarnokával a 20. század hazai és európai építészetének egyik kiemelkedő alkotása. Előzményét, a pályaudvar bővítésének és korszerűsítésének I. ütemében 1962-re elkészült, hasonló stílusú, majd a II. ütemben a többszörösére bővített csarnokba integrált felvételi épületet szintén ő tervezte, és Ybl-díjat kapott érte.
A kapcsolódó üzemépületben a MÁV Számítástechnikai Központja, földszintjén nagy alapterületű szupermarket, előtte a pályaudvar (azóta beépített) felszíni parkolója, a Mészáros utcánál pedig egy Diesel-szín létesült; ezeket ugyancsak Kővári tervezte. További jelentős munkái: Kazincbarcika vasútállomása (1959–60); budapesti dízelmozdony-javító bázis, az ún. Diesel-csarnok az Északi Járműjavítóban (1962); Balatonfüred vasútállomása (1967–72); Keleti pályaudvar metrócsatlakozása (1967–70; a Baross tér 2005–2014 közötti felújítása során a Kővári-féle aluljárórendszert és mélyteraszt teljesen átépítették); Kőbánya-Kispest MÁV-metróépület (1980; 2009-ben lebontották); MÁV KÖFI fővonali forgalomirányítási központ (Kerepesi út 14.; 1981–83); Marx tér (a mai Nyugati tér) átépítési koncepciója a Skála Metró áruházzal és a MÁV Igazgatósággal (1982).
Terveket készített a Kelenföldi és a miskolci pályaudvar megújítandó felvételi épületeihez, dolgozott további MÁV–metró-csatlakozások és forgalmi csomópontok kialakításán (Budafok, Rákospalota), tervezett két MÁV-üdülőt Balatonfüredre, egy gyermeküdülőt Kenesére, társasházakat, MÁV-munkásszállót, valamint az egyiptomi vasutak részére biztosítóberendezési épületeket, Nigériában pedig egy komplex oktatási centrumot. Saját házát is maga tervezte. A budapesti MÁV Kórház teljes rekonstrukciójára, nővérszállójára és a kapcsolódó ABC-áruházra kiírt pályázaton az ő invenciózus, innovatív koncepciótervét fogadták el; ennek kiviteli tervein már súlyos betegen dolgozott. A MÁV Kórházban hunyt el, alig 48 évesen.

## Díjai
- Ybl-díj (1964)

## Egyéb külső hivatkozások
- Horváth Bence: Szinte semmit nem tudni az építészről, aki Budapest ikonikus modern épületeit tervezte (jo.444.hu, 2021. okt. 26.)
- A Kővári stílus – kézikönyv egy modern építészhez (paradigmaariadne.com, é. n.)